# Lise Myhre
Lise Myhre (Skedsmo, 1 de Novembro de 1975) é uma cartunista norueguesa. Suas tirinhas mais famosas são as de Nemi.
Depois de um pequeno período estudando design gráfico na Faculdade de Arte de Santa Mônica na Califórnia, Lise Myhre começou a sua carreira como artista ilustrando capas de CDs e camisetas. Também participou em competições de cartunistas e começou a fazer contribuições para Larsons Gale Verden, a versão norueguesa da revista de Gary Larson, The Far Side ("M.P." em 1996).
Em 1997, Myhre ganhou a sua própria página no Larsons Gale Verden, "Den svarte siden" (em português: "O lado negro") e a partir de então, criou-se a Nemi. Em 1999, Nemi era uma tirinha convidada no jornal norueguês Dagbladet e desde 2000 tornou-se oficial. O primeiro álbum da Nemi foi publicado no verão de 2000 e foi um grande sucesso. Myhre trocou de publicador, da Bladkompaniet para Egmont, em janeiro de 2003, e agora há uma nova revista da Nemi publicada a cada 6 semanas.
Nemi, com uma circulação de mais de 70000 cópias, é agora uma das tirinhas mais populares da Noruega, juntamente com o Pondus.
Nemi hoje é publicada em aproximadamente 60 jornais diferentes, revistas e websites na Noruega, Suécia, Finlândia, Inglaterra e Escócia. Entre esses, o Metro (na Inglaterra e Escócia), Dagens Nyheter (Suécia), Ilta-Sanomat (Finlândia) e Dagbladet (Noruega) são os maiores.
Lise Myhre também ilustrou poemas por Edgar Allan Poe e André Bjerke.